# Mistrzostwa Świata w Lekkoatletyce 1976
Mistrzostwa Świata w Lekkoatletyce 1976 – zawody sportowe, które zostały rozegrane 18 września 1976 roku w Malmö.
Powodem zorganizowania tych mistrzostw była decyzja o usunięciu chodu na 50 km z programu igrzysk olimpijskich w 1976 w Montrealu. Zawody rozegrano tylko w tej konkurencji. Pierwsze mistrzostwa świata we wszystkich konkurencjach odbyły się dopiero w 1983 w Helsinkach.
W mistrzostwach wzięło udział 42 chodziarzy, w tym dwóch reprezentantów Polski: Bohdan Bułakowski i Bogusław Kmiecik. Nie startowali zawodnicy m.in. z Danii, Norwegii, Czechosłowacji, Bułgarii i Rumunii. 

## Wyniki chodu na 50 km
| Lp. | Państwo                              | Zawodnik              | Wynik   |
| --- | ------------------------------------ | --------------------- | ------- |
| 1.  | Związek Radziecki                    | Wieniamin Sołdatienko | 3:54:40 |
| 2.  | Meksyk                               | Enrique Vera          | 3:58:14 |
| 3.  | Finlandia                            | Reima Salonen         | 3:58:53 |
| 4.  | Meksyk                               | Domingo Colin         | 4:00:34 |
| 5.  | Niemiecka Republika Demokratyczna    | Matthias Kröl         | 4:00:58 |
| 6.  | Związek Radziecki                    | Jewgienij Lungin      | 4:04:36 |
| 7.  | Włochy                               | Paolo Grecucci        | 4:04:59 |
| 8.  | Niemiecka Republika Demokratyczna    | Ralf Knütter          | 4:05:41 |
| 9.  | Niemcy Zachodnie                     | Gerhard Weidner       | 4:06:20 |
| 10. | Związek Radziecki                    | Jewgienij Jewsiukow   | 4:07:14 |
| 11. | Polska                               | Bogusław Kmiecik      | 4:09:30 |
| 12. | Niemiecka Republika Demokratyczna    | Steffan Müller        | 4:10:17 |
| 13. | Wielka Brytania                      | Bob Dobson            | 4:10:20 |
| 14. | Hiszpania                            | Agustín Jorbo Argenti | 4:11:04 |
| 15. | Szwecja                              | Lennart Lundgren      | 4:11:43 |
| 16. | Niemcy Zachodnie                     | Heinrich Schubert     | 4:11:55 |
| 17. | Włochy                               | Franco Vecchio        | 4:12:14 |
| 18. | Polska                               | Bohdan Bułakowski     | 4:13:20 |
| 19. | Niemcy Zachodnie                     | Hans Binder           | 4:13:49 |
| 20. | Finlandia                            | Seppo Immonen         | 4:15:28 |
| 21. | Stany Zjednoczone                    | Larry Young           | 4:16:47 |
| 22. | Australia                            | Willi Sawall          | 4:18:27 |
| 23. | Australia                            | Tim Erickson          | 4:20:23 |
| 24. | Węgry                                | Ferenc Danovsky       | 4:22:36 |
| 25. | Szwecja                              | Stefan Ingvarsson     | 4:26:45 |
| 26. | Luksemburg                           | Lucien Faber          | 4:26:48 |
| 27. | Stany Zjednoczone                    | August Hirt           | 4:28:35 |
| 28. | Kanada                               | Pat Farrelly          | 4:29:54 |
| 29. | Australia                            | Robin Whyte           | 4:30:08 |
| 30. | Izrael                               | Sza’ul Ladani         | 4:33:02 |
| 31. | Francja                              | Claude Saurriat       | 4:34:57 |
| 32. | Wielka Brytania                      | Roy Thorpe            | 4:35:57 |
| 33. | Kanada                               | Glen Sweazey          | 4:36:00 |
| 34. | Szwajcaria                           | Max Grob              | 4:38:08 |
| 35. | Holandia                             | Nico Schroten         | 4:42:53 |
| 36. | Kanada                               | Helmut Bueck          | 4:50:52 |
| 37. | Wyspy Dziewicze Stanów Zjednoczonych | Henry Klein           | 5:09:04 |
| –   | Francja                              | Gérard Lelièvre       | NU      |
| –   | Wielka Brytania                      | Carl Lawton           | NU      |
| –   | Stany Zjednoczone                    | Fred Godwin           | NU      |
| –   | Włochy                               | Vittorio Visini       | NU      |
| –   | Szwecja                              | Bengt Simonsen        | DQ      |

- NU – nie ukończył
- DQ – zdyskwalifikowany